# Michał Lorenc
Michał Lorenc (sinh ngày 5 tháng 10 năm 1955 tại Warsaw) là một nhà soạn nhạc nền phim người Ba Lan. Ông nổi tiếng với phần nhạc nền trong các phim Little Rose (2010), Bastard (1997), Blood and Wine (1996) và 300 Miles to Heaven (1989). Ông hiện được xem là một trong những nhà soạn nhạc nền phim đương đại nổi bật nhất của Ba Lan.

## Sự nghiệp
Michał Lorenc sinh ngày 5 tháng 10 năm 1955 tại Warsaw. Năm 1973, ông gia nhập ban nhạc rock dân gian tên là Wolna grupa Bukowina do Wojciech Belon thành lập. Ông làm thành viên của ban nhạc này trong 4 năm. Trong thập niên 1970, ông cộng tác với Marcin Wolski trong Chương trình số 3 của Đài phát thanh Ba Lan và thường xuyên xuất hiện trên chương trình phát thanh Zgryz của Maciej Zembaty. Trong các năm 1979-1981, cùng với Jacek Kleyff và Michał Tarkowski, ông là một thành viên của ban nhạc Teatr panoramiczny.
Kể từ khi ra mắt vào năm 1979, Lorenc đã sáng tác nhạc cho hơn 150 phim truyện, phim tài liệu, phim truyền hình và các buổi biểu diễn sân khấu. Ông đã giành được năm giải Sư tử vàng tại Liên hoan phim Gdynia và Giải thưởng Liên hoan phim Ba Lan cho nhạc nền phim hay nhất. Các phim và sê-ri phim truyền hình sử dụng nhạc nền phim của ông bao gồm Sekal Has to Die, Little Rose, 300 Miles to Heaven, A Prominent Patient, Ojciec Mateusz, Bastard, Fotoamator, Four Nights with Anna, Kołysanka, Exit in Red, Kanalia, Sauna, Kroll, Deborah, Przedwiośnie, Żurek, Glina, Złoto dezerterów, Amok và Nic.
Năm 1996, ông viết nhạc nền cho phim Blood and Wine của đạo diễn Bob Rafelson, trong phim có sự xuất hiện của các diễn viên Jack Nicholson, Jennifer Lopez và Michael Caine. Bộ phim này đã được hãng 20th Century Fox lựa chọn cho một đề cử Giải Oscar.
Vào năm 2016, để kỷ niệm 1050 năm Truyền đạo Kitô ở Ba Lan cũng như mừng việc mở cửa Đền thờ Chúa Quan phòng ở Warsaw, một album bao gồm các tác phẩm âm nhạc của Lorenc mang tên Przymierze đã được phát hành. Trong cùng năm đó, ông được nhận danh hiệu chính thức cao nhất của Ba Lan – Huân chương Đại bàng trắng. Lorenc là thành viên của Học viện Điện ảnh Châu Âu, Học viện Điện ảnh Ba Lan và Học viện Điện ảnh Séc.

## Tác phẩm
- A Prominent Patient (2016)
- Smoleńsk (2016)
- Historia Roja, czyli w ziemi lepiej słychać (2016)
- Strażacy ("Firefighters") (2015)
- Komisarz Alex (2011-2012)
- W imieniu diabła ("In the Name of Devil") (2011)
- Jan Paweł II. Szukałem Was... (2011)
- Śluby panieńskie (2010)
- Syndrom (2010)
- Czarny czwartek ("Black Thursday") (2010)
- Little Rose (2010)
- Kołysanka (2010)
- La Prima notte della luna (2010)
- Wyłączność (2009)
- Mniejsze zło ("The Lesser Evil") (2009)
- Spokój w duszy (2009)
- Wino truskawkowe ("Strawberry Wine") (2008)
- Gry wojenne ("War Games") (TV series, 2008)
- Ojciec Mateusz (2008-2016)
- Four Nights with Anna (2008)
- O rodzicach i dzieciach ("Of Parents and Children") (2008)
- Wszystko będzie dobrze ("Everything Will Be Alright") (2007)
- Statyści ("Extras") (2006)
- Fale ("The Waves") (2005)
- Solidarność, Solidarność... (2005)
- Oficer (TV series, 2005)
- Glina ("The Cop") (TV series, 2004-2008)
- Piekło, niebo ("The Hell, the Heaven")(2004)
- Są takie świeżuteńkie dziewczynki (2004)
- Symetria ("The Symmetry") (2003)
- Żurek (2003)
- Babie lato ("Indian Summer") (2002)
- Dziewczyna z plakatu ("The Poster Girl") (2001)
- Listy miłosne ("Love Letters") (2001)
- Tam, gdzie żyją Eskimosi ("Where the Eskimo Live") (2001)
- The Spring to Come (2000)
- Żółty szalik ("A Yellow Scarf") (2000)
- Daleko od okna ("Far From the Window") (2000)
- Przeprowadzki (TV series, 2000)
- Cisza i ciemność ("Silence and Darkness") (2000)
- Słoneczna włócznia ("The Solar Spear") (2000)
- Jak narkotyk ("Like a Drug") (1999)
- Wszystkie pieniądze świata ("All the Money in the World) (1999)
- Zakochani (1999)
- Franciszkański spontan (1998)
- Złoto dezerterów ("The Deserters' Gold") (1998)
- Amok (1998)
- Nic ("Nothing") (1998)
- Sekal Has to Die (1997)
- Bastard (1997)
- Bride of War (1996)
- Przystań ("The Harbour") (1997)
- Fotoamator (1996)
- Blood and Wine (1996)
- Exit in Red (1996)
- Poznań 56 (1996)
- Deborah (1995)
- Pokuszenie ("Temptation") (1995)
- Prowokator (1995)
- Podróż na wschód ("Journey to the East") (1994)
- Psy II: Ostatnia krew (1994)
- Ptaszka (1994)
- Wyliczanka ("The Counting Rhyme") (1994)
- Embrion ("Embryo") (1993)
- Lazarus (1993)
- Lepiej być piękną i bogatą (1993)
- A Magzat (1993)
- Skutki noszenia kapelusza w maju (1993)
- Wow (1993)
- Łowca. Ostatnie starcie (1993)
- Pamiętnik znaleziony w garbie (1992)
- Psy (1992)
- Sauna (1992)
- Ferdydurke (1991)
- Dziecko szczęścia (1991)
- Halo, jestem tutaj! (1991)
- Koniec gry ("Game Over") (1991)
- Kroll (1991)
- Kapitan Conrad (TV series, 1991)
- Historia niemoralna ("An Immoral Story") (1990)
- Kanalia (1990)
- Kapitan Konrad (1990)
- Pension sonnenschein (1990)
- Superwizja (1990)
- Zakład (1990)
- 300 Miles to Heaven (1989)
- Bal na dworcu w Koluszkach (1989)
- Paziowie (TV series, 1989)
- Zakole (1988)
- Łuk Erosa ("Eros' Bow") (1987)
- A żyć trzeba dalej (1986)
- Kalejdoskop (1986)
- Magma (1986)
- Żuraw i czapla ("Crane and Heron") (1985)
- Latawiec ("A Kite") (1982)
- Przyjaciele ("Friends") (TV series, 1979)

## Giải thưởng và danh hiệu tiêu biểu
- Giải thưởng Sư tử Séc cho nhạc nền phim hay nhất trong phim A Prominent Patient (2017)
- Huân chương Đại bàng trắng (2016)
- Giải thưởng Fryderyk cho nhạc nền phim hay nhất trong phim  Czarny czwartek. Janek Wiśniewski padł (2012)
- Giải thưởng Điện ảnh Ba Lan cho nhạc nền phim hay nhất trong phim  Czarny czwartek. Janek wiśniewski padł (2011)
- Giải thưởng Sư tử vàng tại Liên hoan phim Gdynia cho nhạc nền phim hay nhất trong phim  Wszystko będzie dobrze ("Everything Will Be Alright") (2007)
- Giải thưởng Sư tử vàng tại Liên hoan phim Gdynia cho nhạc nền phim hay nhất trong phim  Przedwiośnie ("The Spring to Come") (2001)
- Giải thưởng Lớn tại Liên hoan nhạc phim Bonn cho âm nhạc trong phim Nic ("Nothing") (1999)
- Giải thưởng Sư tử Séc cho nhạc nền phim hay nhất trong phim  Sekal Has to Die (1998)
- Giải thưởng đặc biệt tại Liên hoan phim Camerimage cho nhạc nền trong phim Nic (1998)
- Giải thưởng Sư tử vàng tại Liên hoan phim Gdynia cho nhạc nền phim hay nhất trong phim  Bastard (1997)
- Giải thưởng Sư tử vàng tại Liên hoan phim Gdynia cho nhạc nền phim hay nhất trong phim  Prowokator (1995)
- Giải thưởng Sư tử vàng tại Liên hoan phim Gdynia cho nhạc nền phim hay nhất trong phim  Psy (1992)
- Đề cử Giải thưởng Nhà soạn nhạc Xuất sắc nhất Điện ảnh Châu Âu cho phần âm nhạc trong phim  300 Miles to Heaven (1989)